# Xenoturbella churro
Xenoturbella churro — вид морських червоподібних тварин роду Xenoturbella типу Xenacoelomorpha.

## Назва
Видова назва походить від традиційної латиноамериканської випічки чуррос, на яку зовнішнім виглядом схожий даний черв'як.

## Поширення
Вид описаний з єдиного екземпляра — самиці, яку виявили на дні розлому Гуайма в Каліфорнійській затоці біля узбережжя Мексики на глибині 1722 м.

## Опис
Червоподібне тіло завдовжки до 10 см, помаранчеве або рожеве. На дорсальній стороні тіла чотири глибокі поздовжні борозни. Передній кінець тіла округлий, задній загострений і звужується. Рот овальний. Епідермальна нервова система покриває 1/3 вентральної поверхні. Гамети залягають дорсально і вентрально.

## Спосіб життя
Про спосіб життя виду немає даних, але, ймовірно, він не відрізняється від інших представників роду.